# Ronnie Powell
Ronnie Powell ist ein ehemaliger englischer Fußballspieler. 1974 war er der erste ausländische Spieler in der Allsvenskan, sein Sohn Magnus Powell war als Fußballspieler in Schweden und Norwegen aktiv.

## Werdegang
Powell studierte in Leeds und kam 1969 als Austauschstudent nach Schweden. Dort verdiente er als Ferienarbeiter acht Wochen lang sein Geld in einer Papierfabrik in Husum. Dort lernte er seine spätere Frau kennen und kehrte nach Studiumsende nach Schweden zurück. Da er bereits in England im Amateurbereich Fußball gespielt hatte, schloss er sich in Husum dem örtlichen Verein Husums IF an. Beim seinerzeitigen Drittligisten überzeugte er, so dass ihn der höherklassige Brynäs IF 1972 nach Gävle holte. Für den Zweitligisten spielte er in den folgenden Jahren und erreichte mit ihm am Ende der Spielzeit 1973 einen Aufstiegsplatz zur Allsvenskan. Bis dato hatte zum Schutz der schwedischen Nationalmannschaft ein Ausländerverbot für die höchste Spielklasse gegolten, dass jedoch im Spätherbst 1973 ab der Erstliga-Spielzeit 1974 aufgehoben wurde. Nachdem er sich schon nach einem neuen Verein umgesehen hatte, konnte Powell somit dennoch dem Klub treu bleiben. Bei der 1:2-Niederlage am 13. April 1974 debütierte er somit als erster Ausländer in der höchsten Spielklasse, beim 4:0-Sieg über den IFK Norrköping erzielte er das erste Tor eines ausländischen Spielers. Nach nur zwei Saisonsiegen stieg der Klub jedoch zum Saisonende wieder ab, Powell hatte in 19 Saisonspielen vier Tore erzielt. Anschließend zog er mit der Familie nach Örnsköldsvik und kehrte zum Husums IF zurück, bei dem er nach seinem Karriereende auch als Trainer arbeitete.